# クラッシュ・バンディクー3 ブッとび!世界一周
『クラッシュ・バンディクー3 ブッとび!世界一周』（クラッシュ・バンディクースリー ブッとび! せかいいっしゅう Crash Bandicoot: Warped）は、ソニー・コンピュータエンタテインメント（現・ソニー・インタラクティブエンタテインメント）より発売されたPlayStation用のアクションゲーム。クラッシュ・バンディクーシリーズの三作目。

## 概要
ゲームシステムはワープルームでのステージ選択、パワーストーンの収集等であり、ほとんど前作を引き継いでいる。
主人公クラッシュの妹であるココを操作する事ができるステージもあり、ステージの種類は前作よりも多彩となっている。クリアしたステージでは、タイムアタックに挑戦する事も可能であり、記録を更新すると成績に応じたトロフィーが貰える。このトロフィーはダイヤ同様、完全攻略に必要な要素となっている。
ゲームを進めると観ることができるおまけムービーが収録されている他、PocketStationにも対応しているなど、本編以外の要素も充実している。
前作同様、エンディングで表示されるコマンドを入力することにより実写ムービーが再生される。今作の隠しムービーは、クラッシュ（着ぐるみを着用）が本物のバンディクーを探しにオーストラリアに向かうという内容であり、実際に現地で撮影が行われたものになっている。

## ストーリー
強大なる負の力を持つアクの仮面ウカウカは、地球の平和のため数千年もの昔に、クラッシュの島を守っていたアクアクの手で地下の牢獄に封印されていた。
主人公であるクラッシュの活躍により、クラッシュ宿敵のアクの科学者ネオ・コルテックスの野望は再び阻止された。しかし、クラッシュが破壊した宇宙ステーションの残骸がとある神殿に墜落したことにより、遠い昔にアクアクとの戦いで封印された邪悪な精霊・ウカウカを復活させてしまう。
コルテックスを操ったウカウカは「タイム・ネジネジマシーン」を使い、クラッシュ達のいない時代の地球へ行って、パワーストーンを手に入れようと企む。パワーストーンを守るため、クラッシュ・ココ・アクアクはタイム・ネジネジマシーンを使いウカウカとコルテックスに戦いを挑む。

## 主な登場キャラクター
担当声優は「現地版 / 日本版」の順で記載。
クラッシュ・バンディクー
声 - ブレンダン・オブライエン / 山口勝平
主人公。
アクアク
声 - メル・ウィンクラー / 緒方賢一
ココ・バンディクー
声 - なし / 池澤春菜
ネオ・コルテックス
声 - クランシー・ブラウン / 飯塚昭三
エヌ・ジン
声 - ブレンダン・オブライエン / 中多和宏
タイニータイガー
声 - ブレンダン・オブライエン / 立木文彦
ポーラ
グリン

### 新キャラクター
ウカウカ
声 - クランシー・ブラウン / 大友龍三郎
エヌ・トロピー
声 - マイケル・エンサイン / 池田勝
ディンゴダイル
声 - ウィリアム・フットキンス / 石田圭祐
ニセクラッシュ
プーラ
ベイビーＴ

## 前作からの変更点
新たに導入された「タイムアタックモード」や新アクションやアイテムを除き、その他前作から変更された点を列挙する。
シマ箱を1回跳ねてもらえるリンゴの数
前作まではシマ箱を一回踏むごとにリンゴを1個入手できたが、今作からシマ箱を一回踏むごとに2個入手できるようになり、最大バウンド可能数が10回から5回に変更された。

ジングルが鳴る
本作からパワーストーン・ダイヤ・トロフィーの入手時、C箱及びCブロックを壊した時にジングルが鳴るようになった。

パワーストーンの入手方法
本作からパワーストーンの入手方法が異なるステージが登場した。バイク系ステージでは1位になると、飛行機に乗るステージではターゲットを全て撃墜すると入手できる。

カラーダイヤの入手方法
前作はドクロコースをクリアしたり特定条件を満たすことなどでカラーダイヤを入手できたが、本作からはドクロコースと隠しルートへいくステージをクリアするだけでカラーダイヤを獲得できるようになった。

「ステージ中の箱の数」の表示
前作からアクション画面に表示されていた「壊した箱の数」に加え、本作から新たに「ステージ中の箱の数」が表示されるようになった。

隠しステージの入り方
前作の特定条件を満たすと入れるステージに加えて、一定の数のトロフィーの数に応じて隠しステージのある隠しワープルームへ行けるようになった。

リンゴ・バズーカ
4人目のボスを倒すと入手できる、レーザー照準型のバズーカ砲。離れたところから敵を攻撃したり、ニトロ箱や爆弾箱を破壊することができる。弾にリンゴを使うが消費することはない。

ボーナスチャレンジの入り方
前作はボーナスチャレンジの入り方は色々な方法があったが、本作からは「?」マークの足場に乗るだけに統一された。

ドクロコース及び隠しルートとボーナスチャレンジのBGM
前作ではドクロコース&隠しルートとボーナスチャレンジのBGMはステージごとに異なっていたが、本作では曲調が同じでステージごとにアレンジされたものに変更された。

## ステージ一覧
| ワープルーム | 番号                                                                                    | ステージ名                            | 形式                 | 操作キャラクター     | ボーナスチャレンジ   | 隠しコース           | 取れるダイヤ         | 備考                                                                            |
| ------------ | --------------------------------------------------------------------------------------- | ------------------------------------- | -------------------- | -------------------- | -------------------- | -------------------- | -------------------- | ------------------------------------------------------------------------------- |
| イギリスの間 | 1                                                                                       | ケロッパの じょうかまち               | イギリス             | クラッシュ           | あり                 | なし                 | 白                   |                                                                                 |
| イギリスの間 | 2                                                                                       | かいてい たからさがし                 | 海中                 | クラッシュ           | なし                 | なし                 | 白                   |                                                                                 |
| イギリスの間 | 3                                                                                       | ばんりの ちょうとっきゅう             | 中国                 | ココ                 | なし                 | なし                 | 白                   |                                                                                 |
| イギリスの間 | 4                                                                                       | どたばた ジュラシックぬま             | 恐竜時代             | クラッシュ           | あり                 | 赤ダイヤ             | 白/白                |                                                                                 |
| イギリスの間 | 5                                                                                       | かいぞくじまを めざせ！               | 海上                 | ココ                 | なし                 | なし                 | 白                   |                                                                                 |
| イギリスの間 | ボス1：けんとうし タイニータイガー（HP：3 操作キャラクター：クラッシュ）                |                                       |                      |                      |                      |                      |                      |                                                                                 |
| アラビアの間 | 6                                                                                       | けんとまほうの けんきゅういん         | イギリス             | クラッシュ           | あり                 | なし                 | 白                   |                                                                                 |
| アラビアの間 | 7                                                                                       | アラビアの あついぶらさがり           | アラビア             | クラッシュ           | あり                 | 別入口               | 黄/白                |                                                                                 |
| アラビアの間 | 8                                                                                       | こうやの キメキメハイウェイ           | アメリカ/レース      | クラッシュ           | なし                 | なし                 | 白                   |                                                                                 |
| アラビアの間 | 9                                                                                       | ピラミッド けんせつちゅう             | エジプト             | クラッシュ           | あり                 | 紫ダイヤ             | 白/白                |                                                                                 |
| アラビアの間 | 10                                                                                      | つきよの ちょうとっきゅう             | 中国                 | ココ                 | なし                 | なし                 | 白                   |                                                                                 |
| アラビアの間 | ボス2：ディンゴダイル とうじょう（HP：3 操作キャラクター：クラッシュ）                  |                                       |                      |                      |                      |                      |                      |                                                                                 |
| 中国の間     | 11                                                                                      | ベイビーTで つっぱしれ！              | 恐竜時代             | クラッシュ           | あり                 | 黄ダイヤ             | 白/白                | 黄ダイヤコースの2体目のバサバサプテラに接触すると隠しステージ32に移動する       |
| 中国の間     | 12                                                                                      | かいていの うずうずマシーン           | 海中                 | クラッシュ           | なし                 | あり                 | 赤/白                | ステージのゴールに隠し通路の爆弾箱を出現させるスイッチがある                    |
| 中国の間     | 13                                                                                      | アラビアの ねったいや                 | アラビア             | クラッシュ           | あり                 | ドクロ               | 紫/白                |                                                                                 |
| 中国の間     | 14                                                                                      | じわれのハイウェイを ゴー！           | アメリカ/レース      | クラッシュ           | なし                 | なし                 | 白                   | 宇宙人の顔が描かれている標識を破壊すると隠しステージ31に移動する                |
| 中国の間     | 15                                                                                      | きょじんさぎょういん でんせつ         | イギリス             | クラッシュ           | あり                 | なし                 | 白                   |                                                                                 |
| 中国の間     | ボス3：じかんはかせ エヌ・トロピー（HP：3 操作キャラクター：クラッシュ）                |                                       |                      |                      |                      |                      |                      |                                                                                 |
| エジプトの間 | 16                                                                                      | のろいの ピラミッド                   | エジプト             | クラッシュ           | あり                 | 青ダイヤ             | 白/白                |                                                                                 |
| エジプトの間 | 17                                                                                      | コルテックスのひこうせん              | 空中/シューティング  | ココ                 | なし                 | なし                 | 白                   |                                                                                 |
| エジプトの間 | 18                                                                                      | ゴーゴー ココマリン                   | 海上                 | ココ                 | なし                 | なし                 | 白                   |                                                                                 |
| エジプトの間 | 19                                                                                      | まてんロードの ベルトウェイ           | 未来都市             | クラッシュ           | あり                 | 別入口               | 白/白                |                                                                                 |
| エジプトの間 | 20                                                                                      | きょうふ！ ナイルがわはんらん         | エジプト             | クラッシュ           | あり                 | ドクロ               | 青/白                |                                                                                 |
| エジプトの間 | ボス4：エヌ・ジンの おニューなマシン（HP：第一形態5・第二形態7 操作キャラクター：ココ） |                                       |                      |                      |                      |                      |                      |                                                                                 |
| 未来都市の間 | 21                                                                                      | ハイテクみらいで ブッぱなせ！         | 未来都市             | クラッシュ           | あり                 | 緑ダイヤ             | 白/白                |                                                                                 |
| 未来都市の間 | 22                                                                                      | クラッシュ とりしまりちゅう           | アメリカ/レース      | クラッシュ           | なし                 | なし                 | 白                   |                                                                                 |
| 未来都市の間 | 23                                                                                      | もえろ！ アラビアンナイト             | アラビア             | クラッシュ           | あり                 | ドクロ               | 緑/白                |                                                                                 |
| 未来都市の間 | 24                                                                                      | げきついおう オレンジバロン           | 空中/シューティング  | クラッシュ           | なし                 | なし                 | 白                   |                                                                                 |
| 未来都市の間 | 25                                                                                      | まっクラいせき たんけんたい           | エジプト             | クラッシュ           | あり                 | 全ダイヤ             | 白/白                |                                                                                 |
| 未来都市の間 | ボス5：でたぞ ネオ・コルテックス（HP：3 操作キャラクター：クラッシュ）                  |                                       |                      |                      |                      |                      |                      |                                                                                 |
| 工場の間     | 26                                                                                      | カリブのうみは まっかっか             | 海上                 | ココ                 | なし                 | なし                 | 白                   | タイムトロフィー5個で開放                                                       |
| 工場の間     | 27                                                                                      | アラビアのあついぶらさがり（別入口）  | （ステージ7を参照）  | （ステージ7を参照）  | （ステージ7を参照）  | （ステージ7を参照）  | （ステージ7を参照）  | タイムトロフィー10個で開放                                                      |
| 工場の間     | 28                                                                                      | なぞのえんばん USA                    | アメリカ/レース      | クラッシュ           | なし                 | なし                 | 白/白                | タイムトロフィー15個で開放                                                      |
| 工場の間     | 29                                                                                      | まてんロードの ベルトウェイ（別入口） | （ステージ19を参照） | （ステージ19を参照） | （ステージ19を参照） | （ステージ19を参照） | （ステージ19を参照） | タイムトロフィー20個で開放                                                      |
| 工場の間     | 30                                                                                      | くぐれ！ クラッシュ                   | 空中/レース          | クラッシュ           | なし                 | なし                 | 白/白                | タイムトロフィー25個で開放                                                      |
| 隠しステージ | 31                                                                                      | はっけん！カリブのだいじけん          | 海上                 | ココ                 | なし                 | なし                 | 白                   | ステージ14で宇宙人の顔が描かれた標識を破壊するとこのステージに移動              |
| 隠しステージ | 32                                                                                      | はっけん！たんけんベイビーT           | 恐竜時代             | クラッシュ           | なし                 | なし                 | 白/白                | ステージ11の黄ダイヤコースの2体目のバサバサプテラに接触するとこのステージに移動 |

## おまけ
本作は本編とは別に「おまけ」が用意されていて、タイトル画面の「おまけ」を選ぶと様々なモードで遊ぶことができる。
PocketStation
PocketStationで遊べる「どこでもクラッシュくん」に関連したモードで、ダウンロードしたり曲の選択などができる。
新しくダウンロードすることで「どこでもクラッシュくん」がPocketStationで遊べるようになる。
ダウンロードには、PocketStationの空きブロックが12ブロック必要である。
本編のセーブデータと連動しており、記録されている全てのセーブファイルの残機を「どこでもクラッシュ」のミニゲームをクリアすることで増やすことができ、本編で聞いたアクアクの助言を見直すこともできる。
また、本作のセーブデータ以外に1や2などのセーブデータがあれば、にせクラッシュが登場するようになる。
ゲームアーカイブスではPocketStationの連動が削除されていたため選ぶことができなかったが、PS VitaにPocketStation for PlayStation Vitaが用意されたことにより、環境は限られるものの遊ぶことが可能となる。
どこでもクラッシュくんで遊べるモードは以下の通り
- どこでもダンシン

タイミング良く決定ボタンを押して踊り、枠に表示された方向と同じ向きの方向キーを押しながら踊れば高得点が得られる。1回以上ミスをした場合は途中までしかプレイできず終了となる。最後までミスをしないで踊り終えればクリアとなり、初回クリア時のみクリア画面のアルバムと残機が1人増える。また、一定スコアを達成するとダンスが変化して、この状態でクリアすると初回クリア時のみ変わったクリア画面のアルバムが追加される。
遊べる曲は1曲だけだが、「おまけ」の「ダンスのせんたく」でダウンロードすることで別の曲でプレイすることができる。
- どこでもゴロゴロ

本編と同じような強制スクロールステージのミニゲーム版。方向キー左右で移動して決定ボタンでジャンプして、穴に落ちないように気をつけてゴールを目指す。ステージ内に落ちているリンゴを取った数に応じてルートが分岐する。最終的にゴールすればそのルートの初回クリア時のみクリアしたルートに応じたクリア画面のアルバムが追加され、クリアするたびに残機が1人増える。
- どこでも8

スライドパズルのミニゲーム。バラバラになったパネルを空いている部分に方向キーでスライドしてパズルを完成させる。問題が難しくなるほどパネルの数が増える。クリアすると初回クリア時のみ完成したパズルがアルバムとして追加されて残機が1人増える。
- どこでもアルバム

今まで集めた写真を見ることができる。
- どこでもアクアク

ステージ別の取得アイテムやタイムアタックの記録を見直すことができる。また、今まで本編で聞いたアクアクの助言を見直すこともできる。
- クラッシュくん

メニュー選択画面で上を押すことでクラッシュの様子を見ることができる。いろいろな場面でシャッターチャンスの合図が出て、決定ボタンを押すことで撮影してアルバムに写真が追加される。一部の場面は同じでも別のアルバムが用意されており、該当する場面の場合は再度シャッターチャンスの合図が表示される。クラッシュの様子は時間に応じて変化する。
ダンスのせんたく
どこでもダンシンが遊べる曲は1度に1曲だけで、別の曲を遊べるようにするのがこのモードである。本編を進めることで選べる曲が増えていく。達成率が一番高いセーブファイルが反映される。
きねんびのとうろく
自分にとっての記念日を登録することで、登録した日にどこでもクラッシュくんをプレイするとクラッシュくんがお祝いをしてくれる。
つかいかた
「どこでもクラッシュくん」の操作方法と内容を見ることができる。
おまけムービー
約1分で終わるショートムービー式の「おまけムービー」を見ることができる。見ることができる「おまけムービー」は本編を進めることで増えて、最終的に4つまである。達成率が一番高いセーブファイルが反映される。
おためしクラッシュくん
おまけメニュー内には無く、本体管理のメモリーカードにおいて、ダウンロードした「どこでもクラッシュくん」を別のPocketStationにコピーすることで「おためしクラッシュくん」に変化して、その方法でのみ遊べる。
このゲームは「どこでもクラッシュくん」の体験版に相当するもので、残機が増えないなどの制限がある。また、本編のセーブデータがあっても連動されない。